# 平江 (贡水支流)
平江，又称兴国江、平固江，是中国长江流域的一条河流，发源于宁都猴子嶂，流经兴国陈也、古龙冈、长冈、县城、龙口、赣县南塘、吉埠，于江口塘汇入贡水右岸，属于赣江水系。主河长132千米，自东北流向西南，过兴国县城后改向南流，自然落差753米，平均坡降5.7‰。流域面积2909平方千米，形似T字形，其中水土流失面积约占57%，兴国县境流域范围内85%山地面积水土流失，造成河床普遍淤高2~4米，砂河床高于农田。多年平均流量75立方米每秒。水能理论蕴藏量4万千瓦。